# Гунча
Гу́нча (укр. Гунча) — село на Украине, находится в Гайсинском районе Винницкой области.
Код КОАТУУ — 0520881803. Население по переписи 2001 года составляет 540 человек. Почтовый индекс — 23724. Телефонный код — 4334.
Занимает площадь 1,498 км².

## Адрес местного совета
23724, Винницкая область, Гайсинский р-н, с.Гунча, ул.Ленина, 7